# Neoathyreus
Genre
Neoathyreus est un genre de coléoptères de la famille des Geotrupidae. On trouve des acariens de la famille des Athyreacaridae associés aux espèces de ce genre.

## Liste des espèces
Selon GBIF (19 février 2024) :
- Neoathyreus accinctus Howden, 1985
- Neoathyreus acutus Howden, 1985
- Neoathyreus androsensis Howden, 1996
- Neoathyreus anfractus Howden, 1985
- Neoathyreus antennatus Howden, 2006
- Neoathyreus anthracinus (Klug, 1843)
- Neoathyreus apiculatus Howden & Gill, 1984
- Neoathyreus arribalzagai (Martinez, 1951)
- Neoathyreus asciculus Howden, 1999
- Neoathyreus biceps (Felsche, 1909)
- Neoathyreus bidentatus (MacLeay, 1819)
- Neoathyreus boosi Howden, 1985
- Neoathyreus brazilensis Howden, 1985
- Neoathyreus caesariatus Howden, 1985
- Neoathyreus castaneus (Guérin-Méneville, 1830)
- Neoathyreus catharinae (Bates, 1887)
- Neoathyreus centralis (Westwood, 1848)
- Neoathyreus centromaculatus (Felsche, 1909)
- Neoathyreus corinthius (Klug, 1843)
- Neoathyreus corniculatus (Felsche, 1909)
- Neoathyreus cuspinotatus Howden, 1985
- Neoathyreus dalensi Boilly, 2014
- Neoathyreus excavatus (Castelnau, 1840)
- Neoathyreus excavatus (Laporte, 1840)
- Neoathyreus fallolobus Howden, 2006
- Neoathyreus fissicornis (Harold, 1880)
- Neoathyreus flavithorax (Arribalzaga, 1878)
- Neoathyreus glaseri Howden, 1985
- Neoathyreus goyasensis (Boucomont, 1902)
- Neoathyreus granulicollis Howden, 1964
- Neoathyreus grossiorum Boilly & Vaz-de-Mello, 2021
- Neoathyreus guyanensis Howden, 2006
- Neoathyreus hamifer (Boucomont, 1932)
- Neoathyreus illotus Howden, 1985
- Neoathyreus inermis Howden, 1985
- Neoathyreus interruptus Howden, 1964
- Neoathyreus isthmius Howden, 1999
- Neoathyreus julietae Howden, 2006
- Neoathyreus lanei (Martinez, 1952)
- Neoathyreus lanuginosus (Klug, 1843)
- Neoathyreus latecavatus (Boucomont, 1932)
- Neoathyreus latidorsalis Howden, 1985
- Neoathyreus lepidus Howden, 1985
- Neoathyreus lingi Howden, 1985
- Neoathyreus lobus Howden, 1985
- Neoathyreus lyriferus Howden & Gill, 1984
- Neoathyreus marini Boilly & Vaz-de-Mello, 2021
- Neoathyreus martinezorum Howden, 1985
- Neoathyreus maudae Boilly, 2016
- Neoathyreus mexicanus (Klug, 1843)
- Neoathyreus mixtus Howden, 1964
- Neoathyreus moraguesi Howden, 2006
- Neoathyreus obscurus Howden, 1985
- Neoathyreus ornatus Howden, 1985
- Neoathyreus panamensis (Robinson, 1946)
- Neoathyreus peckorum Howden, 1985
- Neoathyreus perryae Howden, 1985
- Neoathyreus pholas (Westwood, 1848)
- Neoathyreus planatus Howden, 1964
- Neoathyreus politus Howden, 1985
- Neoathyreus purpureipennis (Westwood, 1848)
- Neoathyreus ramusculus Howden, 1999
- Neoathyreus reichii (Westwood, 1851)
- Neoathyreus rufobrunneus Howden, 1985
- Neoathyreus rufoventris Howden, 1985
- Neoathyreus sexdentatus (Castelnau, 1840)
- Neoathyreus tortuguerensis Howden & Solis, 1995
- Neoathyreus tridentatus (MacLeay, 1819)
- Neoathyreus tridenticeps (Bates, 1887)
- Neoathyreus tweedyanus (Westwood, 1848)
- Neoathyreus versicolor Howden, 1985
- Neoathyreus viridis (Boucomont, 1902)

## Classification
Le nom valide complet (avec auteur) de ce taxon est Neoathyreus Howden (d) & Martínez (d), 1963.
Neoathyreus a pour synonyme :
- Mesoathyreus Howden, 2006

## Publication originale
- (en) H. F. Howden et Antonio Martínez, « The New Tribe Athyreini and its Included Genera (Coleoptera: Scarabaeidae, Geotrupinae) », The Canadian Entomologist, vol. 95,‎ 1963, p. 350.